# Mental (serie televisiva 2009)
Mental è una serie televisiva statunitense del 2009, prodotto dalla Fox Telecolombia, sussidiaria della Fox. Protagonisti della serie sono Chris Vance ed Annabella Sciorra. La serie ha debuttato in tutto il mondo nella primavera 2009.
Dopo un ottimo share raggiunto nei primi episodi l'audience è diminuito tanto che la FOX, Il 29 marzo 2010, ha annunciato la cancellazione della serie dopo una sola stagione.

## Trama
Il dottor Jack Gallagher (Chris Vance) è uno psichiatra dai metodi poco ortodossi, direttore del reparto psichiatrico del Wharton Memorial Hospital di Los Angeles. Gallagher ha sviluppato la misteriosa abilità di entrare nelle menti dei propri pazienti e vede il modo in cui loro percepiscono la realtà, cosa che gli permette di scoprire quale potrebbe essere la causa della loro condizione. Questa prospettiva dei casi permette a Gallagher di fornire bizzarri trattamenti ai propri pazienti, che spesso finiscono per generare incomprensioni e conflitti con il suo capo, la dottoressa Nora Skoff, che in passato aveva avuto una relazione con Gallagher. Jack inoltre avrà a che fare, oltre che con i pazienti con Veronica Hayden-Jones, ambiziosa e sexy psichiatra, sua rivale ed il collega Carl Belle, che sotto l'aspetto amichevole nasconde un profondo odio nei suoi confronti. Altri personaggi fissi della serie sono i due tirocinanti dell'ospedale: il latin lover Arturo Suarez, e Chloe Artis, il cui orientamento sessuale la rende immune alle avances di Arturo.

## Personaggi
| Personaggio                  | Attore              |
| ---------------------------- | ------------------- |
| Dr. Jack Gallagher           | Chris Vance         |
| Dr.ssa Nora Skoff            | Annabella Sciorra   |
| Dr. Carl Belle               | Derek Webster       |
| Dr.ssa Veronica Hayden-Jones | Jacqueline McKenzie |
| Dr.ssa Chloe Artis           | Marisa Ramirez      |
| Dr. Arturo Suarez            | Nicholas Gonzalez   |
| Malcolm Darius Washington    | Edwin Hodge         |
| Sophia                       | Elena Arvigo        |

## Episodi
| Stagione       | Episodi | Prima TV USA | Prima TV Italia |
| -------------- | ------- | ------------ | --------------- |
| Prima stagione | 13      | 2009         | 2009            |